# أسماك الجورامي المتسلقة
الأناباسية أو أسماك الجورامي المتسلقة (الاسم العلمي: Anabantidae) هي فصيلة من الأسماك تتبع رتبة فرخيات من طائفة الأسماك العظمية. يطلق عليها في العادة اسم أسماك الجورامي المتسلقة أو أسماك الفرخ المتسلق. ونظرًا لكونها أسماك قاع أذن، فهي تمتلك عضو قاع الأذن، وهو عبارة عن عضو في رأس السمكة يسمح لها باستنشاق أكسجين الهواء الجوي. وتُشاهد أسماك هذه الفصيلة في الغالب على سطح الماء لتستنشق الهواء. ويتم حمل الهواء في عضو يسمى الحجرة فوق الخيشومية، حيث ينتشر الأكسجين في مجرى الدم عبر نسيج التنفس الذي يغطي عضو قاع الأذن.

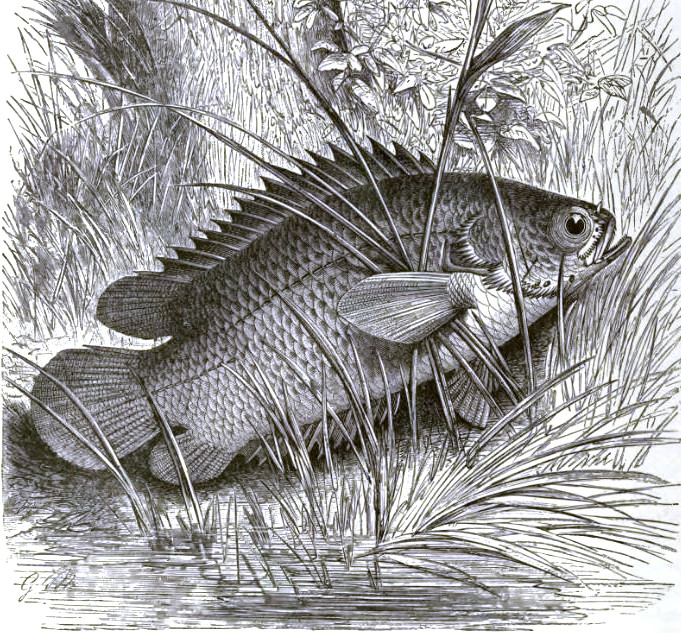
سمكة الفرخ المتسلق أو الأناباس السلحفاتي على اليابسة.

وجديرٌ بالذكر أن موطن أسماك الجورامي هو أفريقيا وحتى الهند، ويطلق عليها اسم تيمباللي (بالمالايلامية: ചെമ്പല്ലി) في كيرالا، في الهند.) والفلبين. وهي في الأساس أسماك تعيش في المياه العذبة، ومن النادر للغاية أن تتواجد في المياه المالحة. وهي تضع البيض، وعادةً ما تحرس بيضها وترعى صغارها.
وقد سميت أسماك الجورامي المتسلقة بهذا الاسم نظرًا لقدرتها على «التسلق» حتى سطح الماء و«المشي» لمسافات قصيرة عليه. وفي تنقلها البري تستخدم هذه الأسماك ألواحها الخيشومية وتدفع نفسها باستخدام الزعانف والذيل.

## أجناسها
وتتضمن هذه الفصيلة الأجناس التالية:
- الأناباس
- الستنوبوما
- الستنوبوما الصغيرة
- السندليا